# Smirneide
La Smirneide o Smyrneide è un'opera elegiaca a carattere epico e storico del poeta lirico greco Mimnermo. Essa fu composta tra la seconda metà del VII e la prima metà del VI secolo a.C., e narrava la guerra, con cui si aprono anche le posteriori Storie di Erodoto, combattuta dalla polis di Smirne contro il re Gige di Lidia.
Nella Smirneide Mimnermo, la cui poetica affronta in prevalenza le tematiche dell'amore e della giovinezza, proietta in una "pensosa riflessione sul passato" il fenomeno storico dei profondi rivolgimenti interni alle poleis dell'età arcaica. Testimone di nuovi conflitti tra Ioni e Lidi, Mimnermo tenta di spiegare e sistematizzare nell'opera il primo scontro tra le popolazioni, anteriore al periodo in cui egli opera di circa due generazioni, cercando di spiegare le cause della continua lotta tra Greci e Asiatici. Egli accusa i Greci di essersi macchiati di ὕβρις (hybris, tracotanza) nell'opera di colonizzazione della Ionia; la guerra di Gige si configura dunque come ritorsione dei Lidi contro la conquista greca: formulando tale interpretazione, particolarmente vicina al contesto etico e religioso, Mimnermo riesce a spiegare le cause di tutti i conflitti tra Greci e Asiatici:
(Santo Mazzarino, Il pensiero storico classico, p. 41.)
Anche Erodoto, che pure reinterpreta in modo parzialmente diverso gli eventi, sminuendo l'importanza del conflitto tra Smirne e Gige, accoglie la chiave interpretativa fornita da Mimnermo.
Particolare importanza riveste il frammento 14 West della Smirneide, in cui Mimnermo esalta le gesta di un combattente greco nella battaglia contro Gige presso il fiume Ermo, forse un suo avo che per primo avrebbe ricevuto, grazie alle sue imprese, il nome di Mimnermo (dal significato etimologico di "colui che resiste presso l'Ermo"). Nello stesso frammento Mimnermo sottolinea, tramite l'esaltazione delle imprese degli antichi guerrieri, la distanza che separa il passato glorioso dal presente.